# Сент-Эликс-Тё
Сент-Эли́кс-Тё (фр. Saint-Élix-Theux) — коммуна во Франции, находится в регионе Юг — Пиренеи. Департамент — Жер. Входит в состав кантона Миранд. Округ коммуны — Миранд.
Код INSEE коммуны — 32375.

## География
Коммуна расположена приблизительно в 620 км к югу от Парижа, в 85 км западнее Тулузы, в 26 км к югу от Оша.
По территории коммуны протекает река Петит-Баиз.

## Климат
Климат умеренно-океанический. Лето жаркое и немного дождливое, температура часто превышает 35 °С. Зимой часто бывает отрицательная температура и ночные заморозки. Годовое количество осадков — 700—900 мм.

## Население
Население коммуны на 2010 год составляло 117 человек.
| 1962 | 1968 | 1975 | 1982 | 1990 | 1999 | 2010 |
| ---- | ---- | ---- | ---- | ---- | ---- | ---- |
| 170  | 167  | 152  | 145  | 131  | 110  | 117  |

## Администрация
| Период | Период | Фамилия           | Партия                              | Примечания |
| ------ | ------ | ----------------- | ----------------------------------- | ---------- |
| 2001   | 2020   | Жан-Мишель Лаффит | Французская коммунистическая партия |            |

## Экономика
В 2010 году среди 54 человек трудоспособного возраста (15—64 лет) 45 были экономически активными, 9 — неактивными (показатель активности — 83,3 %, в 1999 году было 60,0 %). Из 45 активных жителей работали 44 человека (22 мужчины и 22 женщины), безработным был 1 мужчина. Среди 9 неактивных 3 человека были учениками или студентами, 4 — пенсионерами, 2 были неактивными по другим причинам.

## Фотогалерея
- Часовня Св. Петра
- Старый дуб и часовня Св. Петра
- Знак на въезде в Сент-Эликс-Тё
- Карта коммуны